# Heraclia fatima
Heraclia fatima är en fjärilsart som beskrevs av Kirby 1891. Heraclia fatima ingår i släktet Heraclia och familjen nattflyn. Inga underarter finns listade i Catalogue of Life.